# Schloss Kirchenödenhart

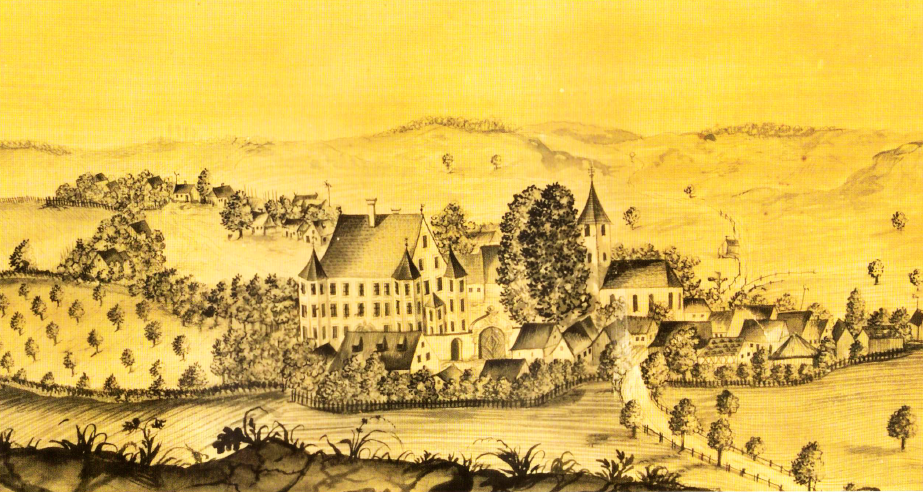
Schloss Kirchenödenhart nach einem Stich von Johann Georg Hämmerl um 1800

Das Schloss Kirchenödenhart lag in dem gleichnamigen und heute wegen des Truppenübungsplatzes Hohenfels zur Wüstung gewordenen Ort, einst ein Ortsteil von Hohenfels (Oberpfalz). Die Anlage wird als Bodendenkmal unter der Aktennummer D-3-6737-0129 im Bayernatlas als „Untertägige mittelalterliche und frühneuzeitliche Befunde in der Wüstung „Kirchenödenhart““ geführt.

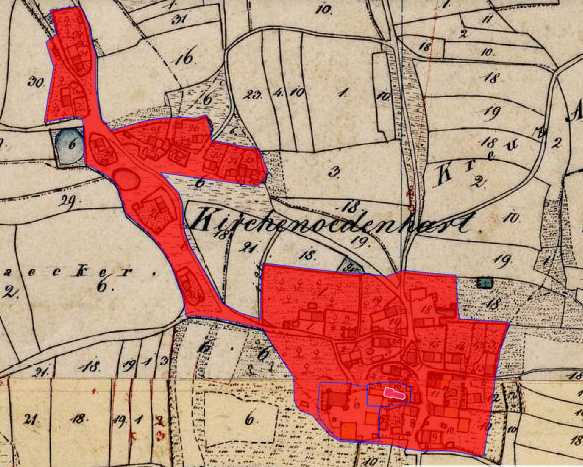
Lageplan von Schloss Kirchenödenhart auf dem Urkataster von Bayern

## Geschichte
Im 12. und 13. Jahrhundert saßen hier die Ettenharder, Ministeriale der Grafen von Hohenburg. Aus dieser Zeit stammt der heute noch vorhandene romanische Kirchturm der daneben liegenden Kirche Maria Magdalena. Nach dem Aussterben der Grafen von Hohenburg traten die Ettenharder in den Dienst der bayerischen Herzöge. 1514 ist Anna von Murach  im Besitz der Hofmark. Von den Murachern kam Kirchenödenhart an Joachim von Bertholdshofen, der es zusammen mit Bergheim (ein heute ebenfalls abgegangener Weiler von Hohenfels) 1530 an Christoph von Gleißenthal verkauft. Von 1540 bis 1574 sind die Wißbeck zu Velburg Besitzer. Jörg Hektor von Wispeck erbaute 1565 das Schloss. Es war ein dreigeschossiger Bau mit zwei Giebeln und vier Ecktürmen. Aus der Zeit der Wißbeck stammt der 60 m tiefe Schlossbrunnen, aus dem man mittels einer Kettenwinde das Wasser in einem eisernen Eimer heraufschöpfen konnte. 1575–1589 kommt der Besitz an Hans Heinrich von Nothafft zu Wernberg. Ab 1589 bis ca. 1670 sind hier wieder die Bertholdshofner („Pertolzhofener“). Dieses bekannte oberpfälzisches Hammerherrengeschlecht besaß fast 100 Jahre Kirchenödenhart und zu gleicher Zeit auch den Hammer in Traidendorf. In der Kirche von Kirchenödenhart befand sich ein Wappen der Pertolzhofener mit der Aufschrift:
Hatt Hans Joachim  v. Pertoltzhofen zu Traidendorf, Khirchenettenhart und Perkam dises Gottshaus anno 1591 Widerumb von Neuem erbaut, anno 1543 alles zu grundt ist abgebrunnen Und das wortt Gottes 48 jar lang darinen nit hat Chlungen.
Bis 1756 sind hier die Loibls ansässig (um 1707 wird hier Johann Christoph von Löbel genannt). Kurze Zeit hatte eine Tochter der Sauerzapf mit ihrem Mann, Hans Friedrich von Kreuth (Kreith), Kirchenödenhart inne. Anschließend waren einige Frauen aus der Familie Rummel in Beziehung zum Schloss: 1772–92 Anna Hildegund Freiin von Rummel, verheiratet mit dem Besitzer Sigmund von Fachbach; Alwine von Rummel, seit 1830 verheiratet mit dem Besitzer, dem damaligen Bürgermeister von Regensburg und späteren (1848) bayerischen Innenminister, Gottlieb Carl Freiherr von Thon-Dittmer. Zuletzt lebte und starb hier die ledige Elise Freyin von Rummel (* 1756; † 1821, begraben in Dietldorf), Konventualin des Klosters Schmerlenbach. Danach gelangte Kirchenödenhart in bäuerlichen Besitz und kam gegen Ende des 19. Jahrhunderts immer mehr herunter.

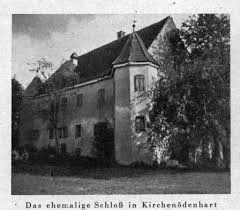
Schloss Kirchenödenhart um 1900

1788 befanden sich laut Amtsbeschreibung in Kirchenödenhart (Kirchenettenhart) ein Schloss, eine Schlosskapelle (eine Filiale der Pfarrei  Dietldorf), 26 Untertanen und 2 Einöden.
1938 bis 1940 wurden das ganze Dorf Kirchenödenhart und weitere 59 Ortschaften von der deutschen Wehrmacht abgelöst und dem Truppenübungsplatz Hohenfels einverleibt. Nach dem Zweiten Weltkrieg belebte sich der einstige Wehrmachts-Truppenübungsplatz Hohenfels wieder: Heimatlose, Sudetendeutsche, Rumänen und Litauer nahmen von den zerfallenen Dörfern und Einöden Besitz, bauten sich dort wieder Häuser auf und pachteten die landwirtschaftlichen Grundstücke. Der Priester Kammerer und der Pfarrer Franz Xaver Schmid von Dietldorf bauten mit Hilfe des Ordinariates Regensburg die teilweise zerstörte Kirche Maria Magdalena von Kirchenödenhart wieder auf. Am 23. Juli 1950 erfolgte die Einweihung der wieder hergestellten Kirche. Ein katholischer und ein protestantischer Geistlicher wurden mit der Ausübung der Seelsorge betreut. Im Herbst 1952 musste das wiedererstandene Kirchenödenhart erneut für das Militär, diesmal für die amerikanischen Truppen, geräumt werden. Von der Kirche ist noch der dreigeschossige Glockenturm erhalten, der Kirchenraum ist zu einer Ruine geworden. Der Kirchturm wurde 2004 saniert. Der romanische Kirchturm steht unter Denkmalschutz. Der Renaissancealtar der Kirche von 1590 in Triptychonform fand in der Filialkirche St. Jakobus in Emhof (Ortsteil von Schmidmühlen) eine neue Heimat.